# Aiolopus thalassinus
Aiolopus thalassinus é uma espécie de ortóptero da tribo Aiolopini (Oedipodinae); compreende quatro subespécies, com distribuição restrita ao "Velho Mundo".

## Sistemática
- Ordem Orthoptera
  - Subordem Caelifera
    - Superfamília Acridoidea
      - Família Acrididae
        - Subfamília Oedipodinae
          - Tribo Aiolopini
            - Gênero Aiolopus
              - A. thalassinus (Fabricius, 1781)
                - Aiolopus thalassinus dubius (Willemse, 1923)
                - Aiolopus thalassinus rodericensis (Butler, 1876)
                - Aiolopus thalassinus tamulus (Fabricius, 1798)
                - Aiolopus thalassinus thalassinus (Fabricius, 1781)